# Mallocampa audea
Mallocampa audea is een vlinder uit de familie spinners (Lasiocampidae). De wetenschappelijke naam van deze soort is voor het eerst geldig gepubliceerd in 1887 door Druce.
De soort komt voor in tropisch Afrika.